# Kostolac
Kostolac (izvirno srbsko Костолац) je mesto v Srbiji, ki upravno spada pod Občino Požarevac; slednja pa je del Braničevskega upravnega okraja.

## Demografija
V naselju živi 6973 polnoletnih prebivalcev, pri čemer je njihova povprečna starost 35,7 let (34,8 pri moških in 36,6 pri ženskah). Naselje ima 3186 gospodinjstev, pri čemer je povprečno število članov na gospodinjstvo 2,92.
To naselje je, glede na rezultate popisa iz leta 2002, večinoma srbsko.
|  |

| Demografija | Demografija     | Demografija     |
| Leto        | Št. prebivalcev | Št. prebivalcev |
| ----------- | --------------- | --------------- |
|             |                 |                 |
|             |                 |                 |
|             |                 |                 |
|             |                 |                 |
| 1948        | 2946            |                 |
| 1953        | 4332            |                 |
| 1961        | 4981            |                 |
| 1971        | 6678            |                 |
| 1981        | 9274            |                 |
| 1991        | 10365           | 9993            |
| 2002        | 9631            | 9313            |
|             |                 |                 |

| Etnična sestava po popisu iz leta 2002 | Etnična sestava po popisu iz leta 2002 | Etnična sestava po popisu iz leta 2002 | Etnična sestava po popisu iz leta 2002 | Etnična sestava po popisu iz leta 2002 |
| -------------------------------------- | -------------------------------------- | -------------------------------------- | -------------------------------------- | -------------------------------------- |
| Srbi                                   | Srbi                                   |                                        | 6.913                                  | 74,22%                                 |
| Romi                                   | Romi                                   |                                        | 1.756                                  | 18,85%                                 |
| Hrvati                                 | Hrvati                                 |                                        | 39                                     | 0,41%                                  |
| Črnogorci                              | Črnogorci                              |                                        | 38                                     | 0,40%                                  |
| Makedonci                              | Makedonci                              |                                        | 36                                     | 0,38%                                  |
| Jugoslovani                            | Jugoslovani                            |                                        | 35                                     | 0,37%                                  |
| Madžari                                | Madžari                                |                                        | 19                                     | 0,20%                                  |
| Slovenci                               | Slovenci                               |                                        | 18                                     | 0,19%                                  |
| Vlahi                                  | Vlahi                                  |                                        | 16                                     | 0,17%                                  |
| Romuni                                 | Romuni                                 |                                        | 13                                     | 0,13%                                  |
| Nemci                                  | Nemci                                  |                                        | 6                                      | 0,06%                                  |
| Bolgari                                | Bolgari                                |                                        | 4                                      | 0,04%                                  |
| Čehi                                   | Čehi                                   |                                        | 2                                      | 0,02%                                  |
| Rusi                                   | Rusi                                   |                                        | 2                                      | 0,02%                                  |
| Ukrajinci                              | Ukrajinci                              |                                        | 1                                      | 0,01%                                  |
| Muslimani                              | Muslimani                              |                                        | 1                                      | 0,01%                                  |
| Bošnjaki                               | Bošnjaki                               |                                        | 1                                      | 0,01%                                  |
| Neznano                                | Neznano                                |                                        | 275                                    | 2,95%                                  |